# Parafia św. Jana Chrzciciela i św. Jana Ewangelisty w Toruniu
Parafia Świętego Jana  Chrzciciela i Świętego Jana Ewangelisty w Toruniu – parafia rzymskokatolicka w diecezji toruńskiej, w dekanacie Toruń I, z siedzibą w Toruniu. Erygowana w 1236.
Parafia prawdopodobnie powstała w momencie założenia Starego Miasta w 1233 roku. W obecnym miejscu mieści się od ok. 1236 roku. Budowa kościoła rozpoczęła się krótko po przeniesieniu miasta w obecne miejsce. Pierwszym znanym kapłanem parafii był Meinricus, żyjący w 1255 roku. Nie wiadomo, czy parafia początkowo miała tylko jednego patrona (św. Jana Chrzciciela) czy też parafia miała od początku dwóch patronów. Wraz z powiększaniem się Torunia parafię dzielono. W 1992 roku kościół parafialny został jednocześnie świątynią katedralną.
Do parafii należy również kościół św. Ducha.

## Odpust
- Narodzenia Św. Jana Chrzciciela – 24 czerwca ipsa die[3]

## Ulice
Ulice na obszarze parafii:
- Bankowa
- Bulwar Filadelfijski
- Bydgoska (nr 33 i 38)
- Chełmińska
- Ciasna
- św. Ducha
- Fosa Staromiejska
- Kopernika
- Ks. J. Popiełuszki
- Ks. Kujota (nr 3-7)
- Łazienna
- Matejki (nr 3-9)
- Mostowa
- Most Pauliński
- Ogród Botaniczny
- Panny Marii
- Piekary
- Plac Rapackiego
- Plac Teatralny
- Pod Krzywą Wieżą
- Podmurna
- Rabiańska
- Różana
- Rybaki (nr 7-45)
- Rynek Staromiejski
- Stroma
- Szczytna
- Szeroka
- Szewska
- Żeglarska